# Il diabolico tronco
Il diabolico tronco (Up a Tree) è un film del 1955 diretto da Jack Hannah. È un cortometraggio animato realizzato, in Technicolor, dalla Walt Disney Productions, uscito negli Stati Uniti il 23 settembre 1955 e distribuito dalla RKO Radio Pictures. È stato distribuito anche con i titoli Paperino contro Cip e Ciop e, a partire dagli anni novanta, In cima all'albero.

## Trama
Paperino si imbatte in un albero, intenzionato a sezionarlo sulla cima. Non sa però che l'albero stesso è abitato da Cip e Ciop, che gli impediscono di segare il tronco, facendo cadere il papero dall'albero due volte; alla terza volta, Paperino viene fatto nuovamente cadere col tronco e questa volta capisce chi sono gli autori di tali dispetti. Paperino cerca così di vendicarsi, ma con un gioco d'astuzia i due scoiattoli lo fanno cadere una quarta volta. A questo punto Paperino decide di abbattere l'albero alla base e, dopo alcune esitazioni, riesce a trasportare il tronco per via fluviale. Nel tragitto, i due scoiattoli fanno uscire Paperino fuori dalla tratta di trasporto; l'enorme tronco insegue così Paperino persino a bordo della sua auto. Dopo una breve rincorsa in miniera, l'albero "raccoglie" della dinamite e infine si catapulta contro la casa di Paperino tramite i fili dell'alta tensione a mo' di fionda, facendola esplodere. Sconvolto ed incredulo, Paperino rimane seduto dinanzi alla sua ormai ex dimora, mentre i due scoiattoli ridono a crepapelle.

## Distribuzione

### Cinema
- Paperino nel far west (1966)[1][2]

### Edizione italiana
L'unico doppiaggio italiano conosciuto è quello realizzato dalla Royfilm nel 1989 per l'inclusione nella VHS Le avventure di Cip e Ciop, uscita a settembre 1989; tale doppiaggio è quindi stato usato in tutte le successive occasioni.

### Edizioni home video

#### VHS
- Le avventure di Cip e Ciop (aprile 1985)[4]
- Le avventure di Cip e Ciop (settembre 1989)[3]

#### DVD
Il cortometraggio è incluso nel DVD Cip & Ciop - Guai in vista.